# Айккендорф (Оре)
Айккендорф (нем. Eickendorf) — бывшая община в Германии, в земле Саксония-Анхальт. Ныне вошла в состав города Эбисфельде-Веферлинген.
Входила в состав района Оре. Подчинялась управлению Эбисфельде-Кальфёрде. Население составляло 200 человек по последней проведённой здесь переписи 31 декабря 2006 года. Занимала площадь 5,62 км².